# Frank Willmann (Politiker)

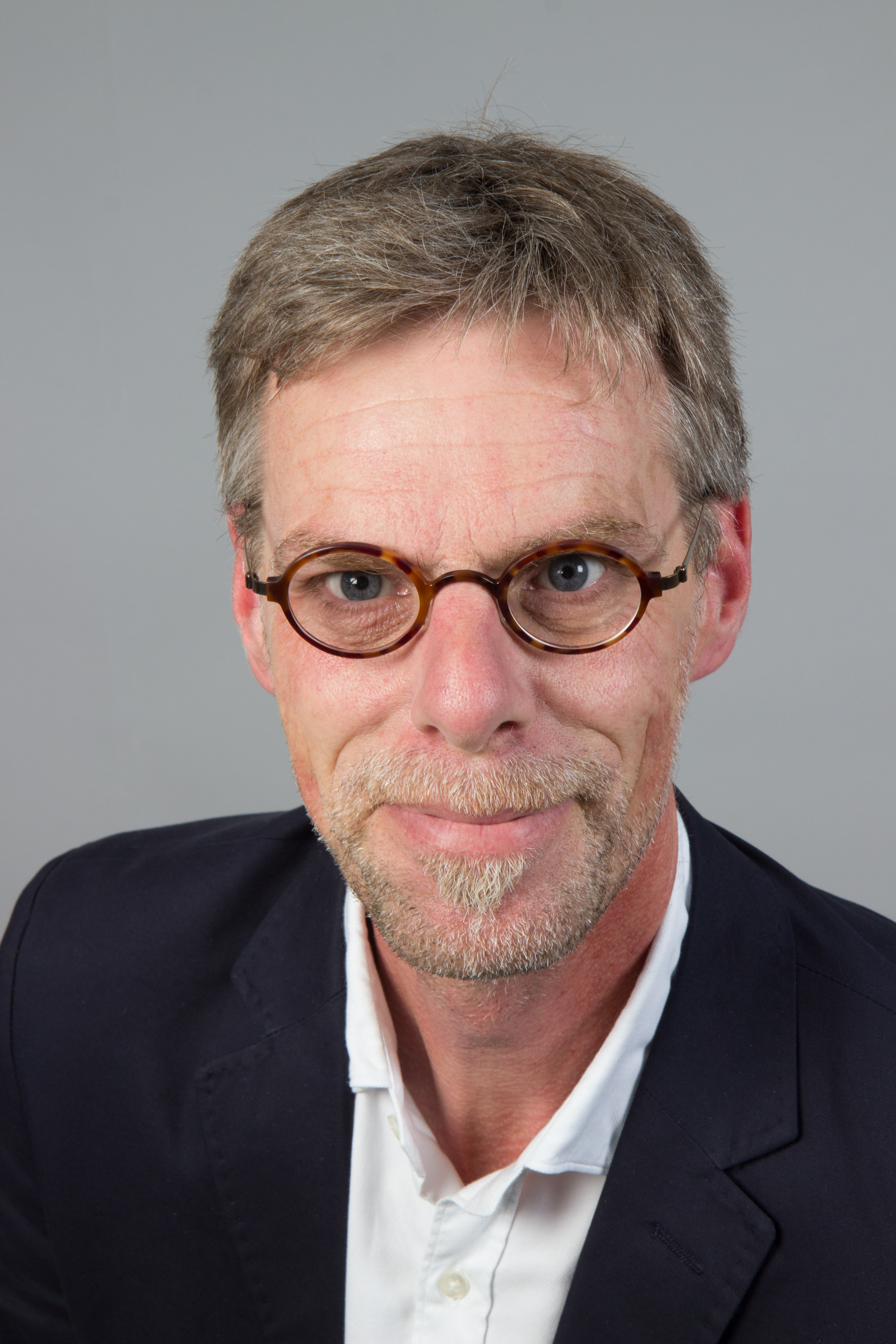
Frank Willmann, 2014

 Frank Willmann (* 7. Dezember 1963 in Bremerhaven) ist ein bremischer Politiker (Bündnis 90/Die Grünen, SPD) und war Abgeordneter der Bremischen Bürgerschaft.

## Biografie

### Familie, Ausbildung und Beruf
Willmann besuchte das Schulzentrum Bürgermeister-Smidt in Bremerhaven und legte dort 1983 sein Abitur ab. Es folgte von 1983 bis 1989 ein Studium der evangelischen Theologie. Nach dem Studium absolvierte er von 1989 bis 1992 eine Lehre zum Möbeltischler in Langenhagen und er war Betriebsrat. Ab 1999 ging er einer selbständigen Einzelhandelstätigkeit in Bremerhaven nach. 
Er ist verheiratet und hat vier Kinder.

### Politik
Willmann ist seit 2005 Mitglied bei Bündnis 90/Die Grünen. Von 2014 bis 2015 war er Sprecher dessen Bremerhavener Kreisverbands.
Er war seit der Wahl im Jahre 2007 bis 2015 Mitglied der Bremischen Bürgerschaft (Landtag). Für seine Fraktion war er Sprecher für Häfen, Fischerei, Schifffahrt und Arbeitsmarktpolitik. 

Er war vertreten im
Ausschuss für Angelegenheiten der Häfen im Lande Bremen,
Betriebsausschuss Performa Nord,
Haushalts- und Finanzausschuss (Land),
nichtständigen Ausschuss zur Änderung der Landesverfassung,
Petitionsausschuss (Land),
Rechtsausschuss und im
Verfassungs- und Geschäftsordnungsausschuss sowie in der
staatlichen Deputation für Wirtschaft, Arbeit und Häfen.
Willmann trat im März 2016 im Streit um den geplanten Bau des Offshore Terminal Bremerhaven bei Bündnis 90/Die Grünen aus und in die SPD ein.